# Lirula mirabilis
Lirula mirabilis är en svampart som först beskrevs av Darker, och fick sitt nu gällande namn av Darker 1967. Lirula mirabilis ingår i släktet Lirula och familjen Rhytismataceae.   Inga underarter finns listade i Catalogue of Life.